# Rivolta de Il Cairo
La rivolta de Il Cairo fu un violento scontro avvenuto tra il 21 e il 22 ottobre 1798 e che vide contrapporsi i cittadini Carioti e l'esercito francese guidato da Napoleone.

## La rivolta
Nel 1798, Napoleone condusse l'esercito francese nella campagna d'Egitto, occupando rapidamente le città di Alessandria e de Il Cairo. Tuttavia, nell'ottobre dello stesso anno, tra la popolazione egiziana era cresciuto il malcontento contro i francesi, a causa delle frequenti razzie e delle alte tasse imposte da questi ultimi. Mentre Bonaparte era in visita presso la Cairo Vecchia insieme al suo esercito, i cittadini de Il Cairo iniziò ad armarsi e a edificare piazzeforti in diverse vie, in particolare il popolo si radunò nella grande Moschea di al-Azhar. I pochi comandanti francesi rimasti, fra cui Dominique Dupuy e l'aiutante di campo di Bonaparte Joseph Sulkowski, furono uccisi dalla folla armata. Guidati dagli sceicchi e dagli imam del posto, i Carioti organizzarono un esercito rivoluzionario provvisorio, i cui membri giurarono solennemente sul Profeta Maometto che avrebbero massacrato tutti i francesi presenti nella città. Dopo aver sterminato la quasi totalità dei francesi residenti a Il Cairo, gli iman ordinarono all'esercito di chiudere e sorvegliare tutte le porte della città, nella speranza di bloccare le truppe napoleoniche. Infatti, il generale francese, dopo aver saputo della rivolta, condusse velocemente il proprio esercito verso la città e, a causa dei blocchi posti dagli egiziani, fu costretto a passare attraverso il quartiere di Bulaq.

Tuttavia, la situazione dell'esercito francese era molto critica, Infatti, gli inglesi, dopo la battaglia del Nilo, privarono di una flotta le truppe rivoluzionarie e l'esercito di Murad Bey controllava ancora gran parte dell'Alto Egitto, mentre i soldati guidati dai generali Menou e Dugua a mala pena riuscivano a mantenere il controllo sul Basso Egitto. Vedendo le condizioni critiche in cui versavano i francesi, anche l'élite e i contadini ottomani, fino a quel momento neutrali, si unirono alla rivolta, aggravando ancora di più la posizione dei francesi. Durante la ribellione, fu pubblicato in tutto l'Egitto un manifesto anti-francese che recitava:
Il popolo francese è una popolo di infedeli ostinati e di mascalzoni sfrenati... Considerano il Corano, l'Antico e il Nuovo Testamento soltanto delle favole... Presto truppe tanto numerose quanto formidabili avanzeranno sui nostri territori via terra, mentre navi alte come montagne copriranno la superficie dei mari... Se questo è gradito a Dio, avete il compito di completare la caduta dei francesi; come la polvere viene dispersa dal vento, non resterà una sola traccia di questi infedeli! 
Ad ogni modo, le truppe francesi, nel frattempo, erano riuscite a penetrare nella città, mentre Napoleone fece posizionare i cannoni nella parte più elevata della Cittadella, ordinando di sparare contro le piazzeforti dei rivoltosi. Approfittando della notte, i soldati francesi si addentrarono nelle vie de Il Cairo, distruggendo progressivamente tutte le fortificazioni egiziane. Successivamente, Napoleone ordinò ai suoi cannoni di aprire il fuoco sui cancelli della moschea. Le truppe francesi fecero dunque irruzione nell'edificio e massacrarono tutti i presenti, ponendo fine alla rivolta.

## Conseguenze
I capi della rivolta, tra cui molti sceicchi e iman, furono sommariamente processati e condannati a morte, mentre Napoleone impose sulla città pesanti tasse e contributi da pagare.